# 12769 Kandakurenai
12769 Kandakurenai eller 1994 FF är en asteroid i huvudbältet som upptäcktes den 18 mars 1994 av de båda japanska astronomerna Kazuro Watanabe och Kin Endate vid Kitami-observatoriet. Den är uppkallad efter skådespelaren Kurenai Kanda.
Asteroiden har en diameter på ungefär 4 kilometer.